# Parafia św. Jana Kantego w Krakowie
Parafia św. Jana Kantego w Krakowie – parafia rzymskokatolicka w dekanacie Kraków-Bronowice w archidiecezji krakowskiej na os. Widok przy ulicy Jabłonkowskiej.

## Historia
Ośrodek duszpasterski istniał od 10 września 1982, a parafia została erygowana w roku 1984 przez kard. Franciszka Macharskiego. Kościół był budowany w latach 1982–1993. Konsekrowany w 2000 roku. W latach 1982–2012 proboszczem parafii był ks. prałat Jan Franczak. Następnie przez 3 lata funkcję proboszcza pełnił ks. kan. Janusz Moskała. W latach 2015–2022 proboszczem parafii był ks. kan. Zbigniew Zięba. 
Od 10 grudnia 2022 proboszczem parafii jest ks. Jacek Pierwoła. 

## Wspólnoty parafialne
- Ministranci i Lektorzy
- Schola „Kantyczki św. Jana”
- Ruch Światło-Życie „Oaza”
- Duszpasterstwo akademickie i młodzieży pracującej
- Róże Maryi
- Arcybractwo Straży Honorowej Najświętszego Serca Pana Jezusa
- Zespół Charytatywny
- Parafialny oddział Akcji Katolickiej
- Koło przyjaciół Radia Maryja
- Chór „Amicus”
- Orkiestra Dęta
- Odnowa w Duchu Świętym
- Domowy Kościół

## Zasięg parafii
Ulice: Arciszewskiego, Armii Krajowej nry 77–93, Balicka nry 12a, 12b, 12c, 14b, Jabłonkowska nry 17–43, Justowska, Kowalskiego, Kwiatkowskiego, ks. Machaya, Młynarskiego, Na Błonie nry 3-15a, Ochlewskiego, Olkuska, Pileckiego, J. Piwnika „Ponurego", Popiela, Prystora, Stróżeckiego, Strzałkowskiego „Bzymka", Wiedeńska, Zarzecze nry 108–122.